# エドワード・リヴィングストン

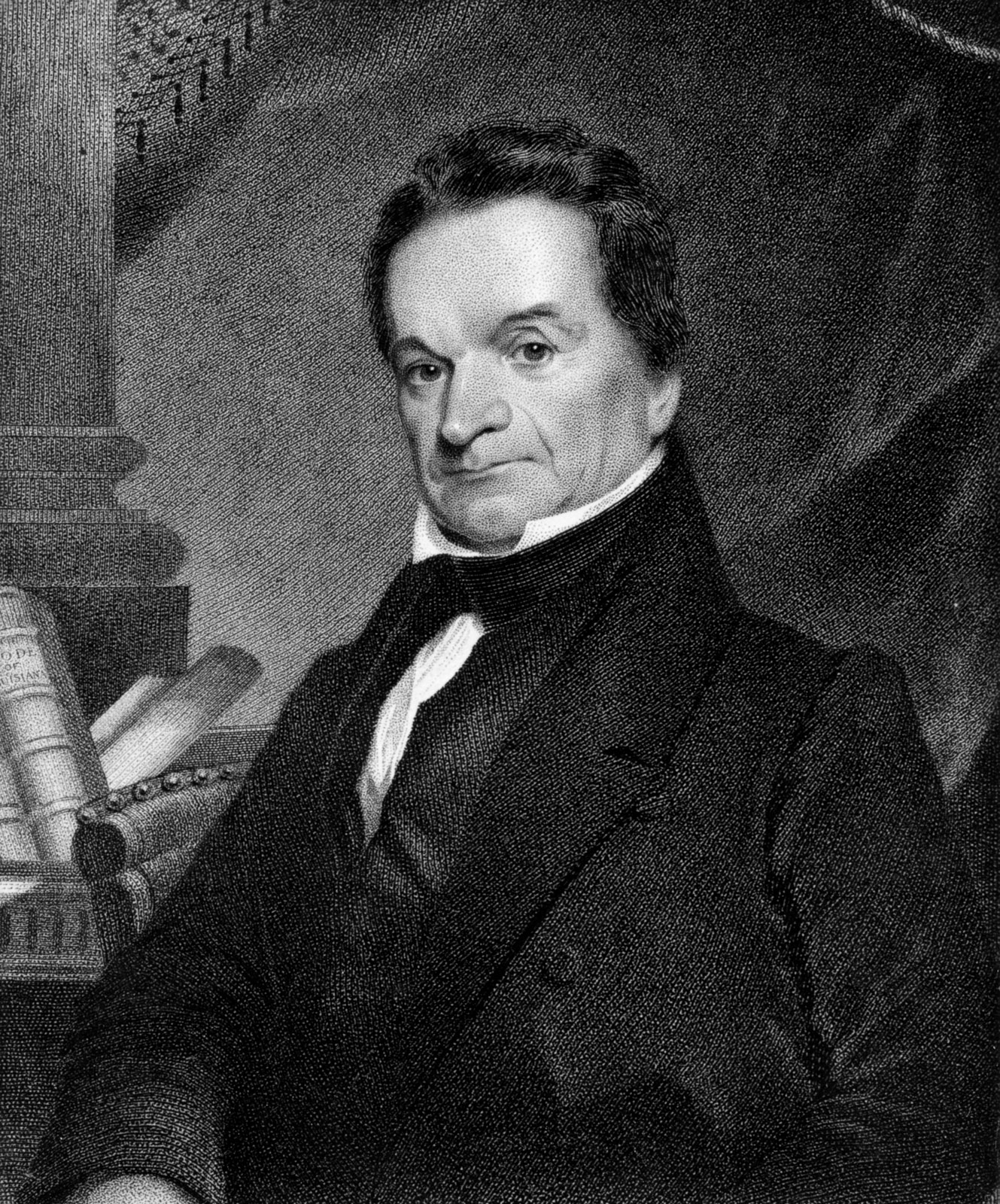
エドワード・リヴィングストン

エドワード・リヴィングストン（Edward Livingston, 1764年5月26日 - 1836年5月23日）は、アメリカ合衆国の法律家、政治家。1825年のルイジアナ民法典起草に関与し、1831年から1833年までアメリカ合衆国国務長官を務めた。

## 生い立ちと初期の経歴
1764年5月26日、リヴィングストンはニューヨーク植民地クレモントにおいて、ロバート・リヴィングストンとマーガレット・ビークマンの末子として誕生した。リヴィングストンは私立学校で教育を受け、1781年にニュージャージー大学（現在のプリンストン大学）を卒業した。リヴィングストンはニューヨーク州オールバニで法律を学び、1785年に弁護士として認可を受けた。リヴィングストンはニューヨーク市内で弁護士業を開業した。リヴィングストンは弁護士として、瞬く間にその名が広まった。

## 連邦下院議員
リビングストンは1795年に民主共和党から連邦下院議員に選出された。リヴィングストンはジェイ条約に反対し、イギリスとの和平交渉の詳細を議会に示すようジョージ・ワシントン大統領に促した。ワシントンが大統領を退任する際、リヴィングストンはアンドリュー・ジャクソンやその他の急進派議員らとともに、ワシントン大統領に宛てた演説を行った。
リヴィングストンは1798年に連邦政府が制定した外国人・治安諸法に反対した。1800年には、イギリスに対して犯罪者の身柄引渡を許可した大統領を批判した。この犯罪者は1800年にイギリス船舶内で殺人を犯した後にサウスカロライナ州に逃亡し、その後自分はアメリカ国民としての権利を有している主張していた。この問題に関する論議で、リヴィングストンはジョン・マーシャルと対立した。リヴィングストンは上院において、商業製造業委員会の議長を務めた。

## ニューヨーク市長
1801年、リヴィングストンはニューヨーク地区担当の連邦検事に指名された。リヴィングストンは同年、連邦検事の地位を保持したままニューヨーク市長に就任した。1803年夏、ニューヨーク市で黄熱病が発生したとき、リヴィングストンは病気の流行を予防し、不安を取り除くため奔走した。
1803年秋、リヴィングストンは秘書の不始末によって公的資金を損失させ、市に大きな負債を抱えさせてしまった。リヴィングストンは私財を投じて損失補填を行い、連邦検事およびニューヨーク市長を自ら退いた。1804年初頭、リヴィングストンはルイジアナ領土に移動した。リヴィングストンは間もなくニューオーリンズで大規模な弁護士事務所を買収し、その後多くの利益を獲得した。リヴィングストンは弁護士業で生み出した利益をニューヨーク市の負債に充当し、すべての負債を償還し終えた1826年、リヴィングストンは弁護士事務所を元の所有者へと返却した。リヴィングストンはまた、不動産取引業にも関与した。

## ルイジアナ州での政治
1820年、リヴィングストンはルイジアナ州下院議員に選出された。1821年、リヴィングストンは州議会において刑法及び刑事訴訟法の新しい法典作成に取り掛かった。リヴィングストンは後に「リヴィングストン法典」として欧米諸国で知られるようになる法典を作成した。この法典はルイジアナ州内での使用の必要上、フランス語と英語での両方が準備された。リヴィングストン法典は「犯罪と刑罰」「訴訟手続」「刑事訴訟における証拠」「刑務所の規律と矯正」の4つのセクションから構成された。リヴィングストン法典は1824年に一度完成したが、印刷前の1826年に失火で消失してしまった。リヴィングストンは1833年までに再び法典を完成させたが、州議会で採用を見送られた。だがリヴィングストン法典はその後イギリス、フランス、ドイツで広まり、法の明瞭さや刑務所での矯正に関する概念が、多くの国の刑法に影響を及ぼした。その後リヴィングストンは1823年から1829年まで連邦下院議員を務め、1829年から1831年まで連邦上院議員を務めた。

## アメリカ合衆国国務長官
リヴィングストンは1831年にアンドリュー・ジャクソン大統領から国務長官に任ぜられ、1833年まで同職を務めた。リヴィングストンはジャクソン大統領にとって最も信頼できる助言者としての位置を確保した。リヴィングストンはジャクソン大統領のため、多数の政府文書を準備した。代表的なものに、1832年12月10日の「関税法無効化論への反対宣言」がある。

## 駐仏公使
リヴィングストンは1833年から1835年まで駐仏公使を務めた。リヴィングストンは1831年に決裂していたフランス政府との条約交渉再開を任された。1833年、リヴィングストンはフランスとの間で、以下の合意を行った。第1に、ベルリンおよびミラノにおいてフランスが行ったアメリカ船舶への略奪行為に対する賠償金として、フランス政府がアメリカ政府に2500万フランを分割で支払うこと。第2に、フランスの主張を一部認め、アメリカ政府がフランス政府に賠償金の一部150万ドルを返還すること。だがフランス下院は、最初の分割払いを拒否し、米仏間に大きな緊張状態が生じた。1835年、リヴィングストンは公使館を閉鎖し、アメリカへ帰国することを命じられた。

## 晩年
1836年5月23日、リヴィングストンはニューヨーク州ダッチェス郡ラインベックの地所「モンゴメリー・プレイス」で死去した。リヴィングストンの遺体はニューヨーク州コロンビア郡にある一族の地下墓地に埋葬された。リビングストンの遺体は後にニューヨーク州ラインベックに移し替えられた。

## 遺産
グアテマラのリビングストンは、エドワード・リヴィングストンとリヴィングストン法典に敬意を表して命名された。以下の地名もまた、エドワード・リヴィングストンに因んで名づけられた。
- イリノイ州リビングストン郡
- ルイジアナ州リビングストン郡
- ミシガン州リヴィングストン郡
- ミズーリ州リビングストン郡
- テネシー州リヴィングストン